# Pic lucifer
Dryocopus schulzii
Espèce
Statut de conservation UICN

 LC  : Préoccupation mineure
Le Pic lucifer (Dryocopus schulzii, syn.: Hylatomus schulzii) est une espèce d'oiseaux de la famille des Picidae, dont l'aire de répartition s'étend sur le Brésil, la Bolivie et le Paraguay.